# Черијале
Черијале (итал. Ceriale) је насеље у Италији у округу Савона, региону Лигурија.
Према процени из 2011. у насељу је живело 5152 становника. Насеље се налази на надморској висини од 9 м.

## Становништво
Према резултатима пописа становништва 2011. у општини је живело 5.815 становника.
| 1936. | 1951. | 1961. | 1971. | 1981. | 1991. | 2001. | 2011. |
| ----- | ----- | ----- | ----- | ----- | ----- | ----- | ----- |
| 2.064 | 2.279 | 2.602 | 3.947 | 5.186 | 5.291 | 5.277 | 5.815 |

## Партнерски градови
- Суха Бескидска